# Olena Pchilka
Olha Petrivna Kosach (de soltera Drahomanova, 29 de junio de 1849 – 4 de octubre de 1930), más conocida por su seudónimo Olena Pchilka (en ucraniano: Олена Пчілка), fue una editora, escritora, traductora, etnógrafa, intérprete y activista civil ucraniana. Fue hermana de Mijailo Drahomanov y madre de Lesya Ukrainka, Olha Kosach-Kryvyniuk, Myjailo Kosach, Oksana Kosach-Shymanovska, Mykola Kosach, Izydora Kosach-Borysova y Yuri Kosach.

## Primeros años
Pchilka nació en Hadiach, era la hija de un terrateniente local, Petro Drahomanov. Recibió una educación básica en casa y completó su educación en el Internado Ejemplar de Doncellas Nobles (Kiev). Se casó con Petro Kosach en algún momento de 1868 y se mudó a Novohrad-Volynskyi, donde él trabajaba. Allí nació su hija Lesya Ukrainka. Pchilka es considerada como una de las poetas ucranianas más conocidas. Murió en Kiev a los 81 años. 
Pchilka grabó canciones, costumbres y ritos populares, así como también recopiló bordados populares en Volinia, y posteriormente publicó su investigación.
También publicó numerosas obras y participó activamente en el movimiento feminista, especialmente en colaboración con Natalia Kobrynska, con quien publicó el almanaque Pershyi Vinok en Leópolis.

## Actividad

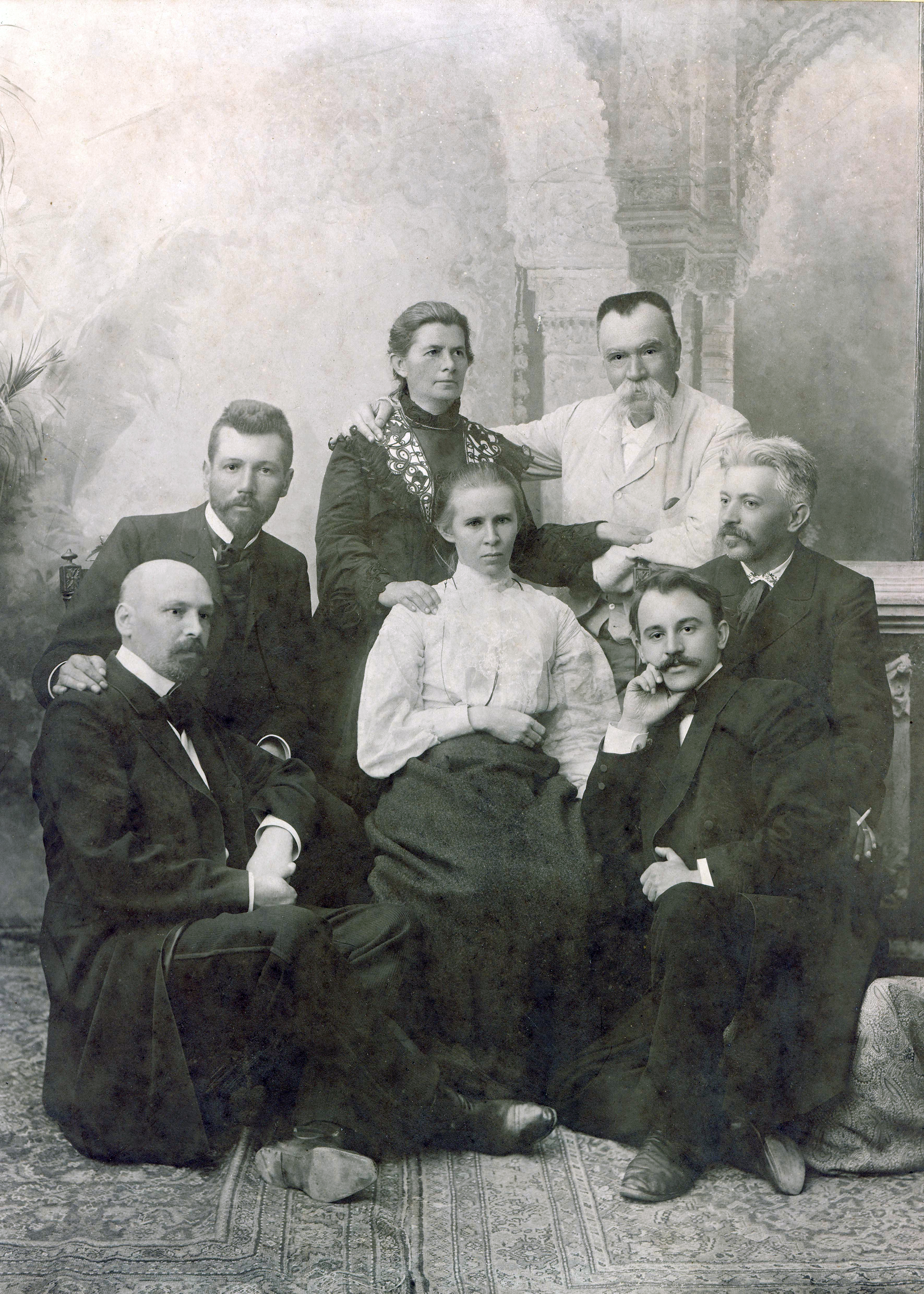
Un grupo de escritores ucranianos en Poltava para inaugurar un monumento a Ivan Kotliarevsky, 1903. De izquierda a derecha: Mijailo Kotsiubinski, Vasyl Stefanyk, Olena Pchilka, Lesya Ukrainka, Mijáilo Staritski, Hnat Jotkévich, Volodimir Samijlenko.

Comenzó su carrera traduciendo las obras de poesía de Pushkin y Lermontov. Tras la publicación de su libro “Ornamento popular ucraniano en Kiev" en 1876, Olena Pchilka se convirtió en la primera experta en este tipo de arte popular en Ucrania. En 1880, Pchilka publicó por cuenta propia las Canciones de Stepan Rudansky, y un año más tarde publicó una colección de sus traducciones de las obras de Gogol, Pushkin y Lermontov, llamada A los niños ucranianos (1881). En 1883 comenzó a publicar poemas e historias en la revista Zorya de Leópolis, siendo el primero de ellos la colección de poemas Pensamientos de una red (1886). Al mismo tiempo, participó activamente en el movimiento de mujeres ucraniano; en 1887, junto con Natalia Kobrynska, publicó en Leópolis el almanaque "La primera corona de flores".

## Traductora
Pchilka también fue traductora y entre sus trabajos al idioma ucraniano se encuentran muchas obras famosas, como las de Nikolái Gógol, Adam Mickiewicz, Aleksandr Pushkin y otros.

## Obras
Entre sus obras más destacadas se encuentran las siguientes:
- "Tovaryshky" (Camaradas, 1887),
- "Svitlo dobra i lyubovi" (La luz del bien y del amor, 1888),
- "Soloviovyi spiv" (Canto del ruiseñor, 1889),
- "Za pravdoyu" (Por una verdad, 1889),
- "Artyshok" (Alcachofa, 1907),
- "Pivtora oseledsya" (Un arenque y medio, 1908),
- una obra de teatro "Suzhena ne ohuzhena" (1881),
- una obra de teatro "Svitova rica" (Cosa del mundo, 1908) y otros.